# Ferenc Storno
Ferenc Storno (Eisenstadt, 20 febbraio 1821 – Sopron, 29 gennaio 1907) è stato un architetto e restauratore ungherese.

## Biografia
La famiglia Storno era originaria dal Canton Ticino in Svizzera, ma risiedette per un certo tempo a Landshut in Baviera. Ferenc Storno nacque a Eisenstadt nel 1821, crebbe a Landshut. Si stava preparando per gli studi superiori a Monaco, quando la morte del padre fece impoverire la famiglia, costringendolo al modesto mestiere di spazzacamino. Acquisì tutte le sue conoscenza di architettura e di pittura da autodidatta.
Nel 1845 si recò a Presburgo, l'odierna Bratislava, ma una donna gli mostrò la direzione sbagliata e giunse a Sopron per errore. Qui, tuttavia, trovò  immediatamente un lavoro presso un'impresa di spazzacamini, e dopo la morte del proprietario ne sposò la vedova, diventando così un imprenditore.
Ben presto trovò importanti mecenati che riconobbero e apprezzarono il suo talento. Fu presentato a diversi artisti viennesi, fra cui Friedrich von Amerling. Nel 1850, lavorò per mesi a Vienna, dove studiò e dipinse monumenti, fece anche un ritratto dell'arciduca Leopoldo. Divenne uno degli illustratori del Niederösterreichisches Gewerbeverein Gewerbekunstblatt. Fu assistente di Leopold Ernst per la ricostruzione neogotica del castello di Grafenegg e per il restauro della Cattedrale di Santo Stefano a Vienna.
Dal 1863, grazie al sostegno di Flóris Rómer, ricevette numerosi incarichi dal dipartimento di archeologia dell'Accademia ungherese delle scienze per la valutazione e la documentazione dei monumenti medievali e dei dipinti murali dell'Ungheria storica. 
Nel 1860, fu coinvolto nell'esplorazione e nel restauro di monumenti ungheresi. Come restauratore e affrescatore divenne celebre in Slovacchia, Transilvania e Međimurje. Gli elementi originali dell'arte medievale (per lo più dipinti murali) furono pesantemente restaurati in uno stile storico. Esempi tipici sono gli affreschi della chiesa di San Giacomo a Levoča e il timpano della chiesa abbaziale di Pannonhalma. Dagli anni settanta lavorò con i suoi figli: impararono il mestiere di spazzacamino seguendo la tradizione familiare, ma in seguito impararono anche l'arte nelle accademie straniere.

## Opere principali
- Nel 1859-66 restaurò la chiesa di San Michele a Sopron.
- Nel 1868 ricostruì l'abbazia benedettina di Pannonhalma e restaurò la chiesa nel 1870-75.
- Nel 1876 fu restaurata la cappella Zápolya della cattedrale di Spišská Kapitula
- Tra il 1878 e il 1880 dipinse il soffitto del Palazzo Vescovile di Oradea, e nella Basilica minore gli affreschi della navata e la cupola del presbiterio.
- Nel 1881 completò la decorazione della cappella del castello di Alcsút, che fu commissionata dall'arciduca Giuseppe
- Nel 1881 progettò il restauro dell'abbazia di Hronský Beňadik, distrutta da un incendio
- Nel 1884 completò il radicale, ma tempestivo restauro della chiesa del castello di Kremnica.